# Hermann Breith
Hermann Albert Breith (7 de maig de 1892 - 3 de setembre de 1964) va ser un general  alemany de la  Panzertruppe, servint durant la Segona Guerra Mundial.
Guanyador de la Creu de Cavaller de la Creu de Ferro amb Fulles de Roure i Espases en reconeixement de la seva valentia extrema al camp de batalla i el lideratge militar reeixit. Breith és conegut per haver comandat el III Cos Panzer.

## Condecoracions
Creu de Ferro (1914)
2a classe (10 de setembre de 1914)
1a Classe (30 de juliol de 1916)
Creu de Cavaller de l'Ordre Reial Casa de Hohenzollern amb Espases (28 d'octubre de 1918)
Creu Hanseàtica d'Hamburg (16 d'abril de 1917)
Creu d'Honor
Medalla dels Sudets, amb el Castell de Praga Bar
Creu de Ferro
2a classe (23 de setembre 1939)
1a Classe (2 d'octubre 1939)
Medalla de ferit
en Negre
en plata
en or
Insígnia de Batalla de Tancs (plata) (Panzerkampfabzeichen) (20 de maig de 1940)
Medalla del  front oriental (1 d'agost de 1942)
Creu de Cavaller de la Creu de Ferro amb Fulles de Roure i Espases
Creu de Cavaller el 3 de juny de 1940 com  Oberst i comandant de la 5 Panzer-Brigade
Fulles de roure el 31 de gener de 1942 com Major General i comandant de la 3. Panzer-Division
Espases el 21 de febrer de 1944 com General der Panzertruppe i comandant general de la III. Panzer-Korps